# Немања Савић
Немања Савић (Бањалука, 1957) српски је диригент и професор. Он је диригент хора Српског пјевачког друштва „Јединство“ из Бање Луке и професор хорског дириговања и хора на Академији умјетности у Бањалуци.

## Биографија
Музичку академију је завршио у Београду, а као диригент СПД „Јединство“ магистрирао је 1998. године.  Након академије, као диригент више хорова радио је у Истри и Далмацији, а од 1991. године дјелује и ради у Бањалуци као професор и директор Музичке школе „Владо Милошевић“ и професор на Академији умјетности у Бањалуци.
Под окриљем цркве дјелује и Дјечји хор СПД Јединство. Првобитни диригент хора био је Немања Савић, а данас њиме управља Јасна Антонић. Хор је до сада остварио велики број побједа у категорији дјечјих хорова у Републици Српској и Србији, а редовно учествује и на манифестацијама и академијама у Бањалуци и пјева на редовним и литургијама о Божићу и Васкрсу у цркви Свете Тројице у Бањалуци. Хор је од своје обнове до данас учествовао на многим смотрама хорова, такмичењима и ревијалним наступима са бројним граматима и признањима Републике Српске, Југославије, Грчке и Словачке.
За залагање на пољу духовне културе на простору Епархије бањалучке и шире, награђен је правом ношења напрсног Крста, тј. чином протојереја-ставрофора.

## Награде и признања
Под његовим руковођењем хор СПД Јединство је остварио велике резултате и добио бројна признања и награде, као што су:
- 1994. године на 15. ЈХС у Нишу, награда стручног жирија и публике;
- 1996. године на Југословенском и међународном фестивалу дјечјих хорова у Шапцу сребрну и бронзану медаљу;
- 1996. године Орден Његоша 3. реда од предсједника Републике Српске;
- 1996. године на ЈХС у Нишу награду стручног жирија - значка Стевана Синђелића - за најбоље изведено дјело домаћих аутора;
- 1996. године на гостовању у Грчкој Орден Св. Андреја Првозваног;
- 1997. године на смотри хорова балканских држава плакета за успјешно извођење духовне музике;
- 1998. године на приједлог Њ. Преосвештенства еп. бањалучког Г. Јефрема, Св. Синод СПЦ одликује Друштво орденом Св. Саве 2. реда и предсједника Друштва протојерреја Ратка Радујковића;
- 1998. године на 17. ЈХС у Нишу највеће признање стручног жирија за најбоље изведен програм у цјелини са Златном јубиларном значком и статуом Св. Цара Константина;
- 2000. године на 18. ЈХС у Нишу награда стручног жирија за најбоље изведен програм у цјелини са статуом Св. Царице Јелене; Диригент Немања Савић је примио Златну значку и посебно признање за свој рад.
- Вукова награда (2020).[2]